# PSY (muzičar)
Park Džesang (korej. 박재상; Seul, 31. decembar 1977) južnokorejski je pevač, reper, i muzički producent poznatiji pod pseudonimom PSY (korej. 싸이; transkr. Saj), ponekad nepravilno napisano Psaj. Poznat je po humorističnim video snimcima i scenskim nastupima, a takođe se pojavljivao u brojnim TV programima, uključujući The Ellen Degeneres Show, Extra, Good Sunday: X-Man, The Golden Fishery, i Saturday Night Live. Njegov muzički spot Gangnam Style bio je dugo vremena najgledaniji kej-pop video na sajtu Jutjub. Dana 11. aprila 2013. izdao je novi singl Gentleman, a dva dana kasnije i propratni spot.

## Spoljašnje veze
- Zvanični veb-sajt
- Zvanična Me2Day stranica